# Maciej Komosiński
Maciej Marcin Komosiński – polski inżynier informatyk, doktor habilitowany nauk technicznych. Specjalizuje się w systemach inteligentnych. Adiunkt w Instytucie Informatyki Wydziału Informatyki Politechniki Poznańskiej.
Studia ukończył na Politechnice Poznańskiej, gdzie następnie został zatrudniony (1998). Stopień doktorski uzyskał w 2001 na podstawie pracy pt. Ewolucyjna optymalizacja realistycznych agentów autonomicznych, przygotowanej pod kierunkiem prof. Romana Słowińskiego. Habilitował się w 2013 na podstawie dorobku naukowego i rozprawy pt. Modelowanie, symulacja i optymalizacja w badaniach procesów biologicznych, ewolucyjnym projektowaniu i robotyce. Poza Politechniką pracuje także jako wykładowca w Instytucie Psychologii UAM. Jest członkiem: IEEE (Institute of Electrical and Electronics Engineers) oraz EvoNet (Network of Excellence in Evolutionary Computation).
Wraz z Andrew Adamatzky'm jest współredaktorem dwóch książek: Artificial Life Models in Software (wyd. Springer Science & Business Media 2009, ISBN 978-1-84882-285-6) oraz Artificial Life Models in Hardware (wyd. Springer Science & Business Media 2009, ISBN 978-1-84882-530-7). Artykuły publikował w takich czasopismach jak m.in. "Advances in Artificial Life", "Artificial Intelligence in Medicine" oraz "Theory in Biosciences".